# Dirección Federal de Seguridad
La Dirección Federal de Seguridad (DFS) fue una agencia de inteligencia del gobierno mexicano dependiente de la Secretaría de Gobernación, que fue creada durante la administración del presidente Miguel Alemán Valdés y cuya función era recabar información de actividades subversivas o terroristas en el territorio nacional.
La agencia fue utilizada por el gobierno mexicano para espiar a políticos de oposición y llevar a cabo prácticas violatorias de los derechos humanos. En 1985 desapareció dando origen a la Dirección General de Investigación y Seguridad Nacional, que en 1989 se convirtió en el Centro de Investigación y Seguridad Nacional (CISEN), y al Centro Nacional de Inteligencia (CNI) en 2018.

## Historia
En 1938 el presidente Lázaro Cárdenas renombró el departamento confidencial de la Secretaría de Gobernación como Oficina de Información Política y Social, cuya tarea era recabar toda la información posible sobre las actividades de los personajes de oposición en el país, así como las reacciones por la expropiación petrolera que fue decretada ese mismo año.[cita requerida] En 1942, y dado que México entró a la Segunda Guerra Mundial declarando la guerra a las potencias del eje, se ampliaron las funciones de esta oficina, siendo ahora encargada de dar seguimiento a los sucesos del conflicto bélico y cambiando su nombre a "Departamento de Investigación Política y Social".
En 1947, durante el gobierno de Miguel Alemán Valdés, y dada la aparición de grupos subversivos en el país, el DIPS desapareció y en su lugar fue fundada la Dirección Federal de Seguridad a cargo del general Marcelino Iñurreta de la Fuente, cuyas funciones además de realizar espionaje político, consistían ahora en sofocar a los grupos opositores al régimen y ubicar y detener a sus principales líderes. Para los años 1970 la DFS inició actividades contra el narcotráfico.

## Controversias

### Guerra Sucia
Durante la guerra fría en México ocurrió un patrón de represión política y militar, al que se denomina guerra sucia, en el cual la DFS en conjunto con el ejército mexicano fue responsable de detenciones ilegales, desapariciones forzadas y allanamientos. Las desapariciones forzadas durante este periodo constituyen 347 denuncias recibidas por la Organización de las Naciones Unidas (ONU) relacionadas con crímenes de Estado durante las décadas de 1960 a 1980. El Comité ¡Eureka!, formado por familiares de desaparecidos, informa que desde 1969 la cifra de personas cuyo paradero se desconoce es de 557.
Sergio Aguayo Quezada registró 22 desapariciones y 12 secuestros entre el año de 1970 y 1980.

### Asesinato de Manuel Buendía
Manuel Buendía, un periodista mexicano, fue asesinado el 30 de mayo de 1984 en un ataque a disparos. La DFS fue acusada de participar en el asesinato.  Aguayo Quezada asegura que Buendía había recibido un documento secreto que contenía información sobre nexos entre José Antonio Zorrilla Pérez, entonces director de la agencia, y el Cártel de Guadalajara. En su libro La charola: Una historia de los servicios de inteligencia en México, explica que:

La interpretación más socorrida es que Buendía se preparaba a denunciarlo y Zorrilla Pérez decidió frenarlo. [...] Una variante de esta versión  es que Zorrilla no decidió, sino simplemente aceptó, una confabulación de los comandantes decididos a eliminar al incómodo periodista.

## Desaparición
Desapareció formalmente el 29 de noviembre de 1985, siendo creada la Dirección General de Investigación y Seguridad Nacional (DISEN), predecesora del ya extinto CISEN.

## Directores
- Teniente coronel. Marcelino Iñurreta de la Fuente (9 de octubre de 1947 - 1 de diciembre de 1952).
- Coronel Leandro Castillo Venegas (1 de diciembre de 1952 - 1 de abril de 1958).
- Lic. Gilberto Suárez Torres (1 de abril de 1958 - 1 de febrero de 1959).
- Coronel Manuel Rangel Escamilla (1 de febrero de 1959 - 1 de diciembre de 1964).
- Capitán Fernando Gutiérrez Barrios (1 de enero de 1965 - 30 de noviembre de 1970).
- Capitán Luis de la Barreda Moreno (1 de diciembre de 1970- 8 de marzo de 1977).[7]
- Javier García Paniagua (8 de marzo de 1977 - 15 de agosto de 1978).
- Teniente coronel Miguel Nazar Haro (16 de agosto de 1978 - 13 de enero de 1982).
- Lic. José Antonio Zorrilla Pérez (1982-1985).
- Capitán Pablo González Ruelas (1985).[1]